# 排気再循環
排気再循環（はいきさいじゅんかん、英語: Exhaust Gas Recirculation）とは、自動車用の小型内燃機関において燃焼後の排気ガスの一部を取り入れ、再度吸気させる技術（手法あるいは方法）である。主として排気ガス中の窒素酸化物（NOx）低減や部分負荷時の燃費抑制を目的としている。英語表記の頭文字をとって通称EGRと呼ばれる。

## 概要
内燃機関において、燃焼後の排気ガス中には酸素は含まれていないか、もしくは希薄な状態にある。この排気を吸気と混ぜると吸気中の酸素濃度が低下することにより、
- 大気より酸素濃度が低い状態での燃焼によって（ピーク）燃焼温度が低下する。この燃焼温度の低下によりNOxの発生が抑制される。
- 燃焼温度の低下は、シリンダおよび燃焼室壁面やピストン表面からの熱エネルギー放散を低減し、熱解離による損失の低減にも若干ながら寄与する。加えてノッキングの抑制にも寄与している。
- ガソリン機関では部分負荷時にEGRを導入すると、EGRを導入しない場合と比べて吸気管負圧を小さくできるため、スロットル損失の減少により燃料消費率が低減する。あたかも、より小排気量のエンジンを高負荷で使用するのと同等の効果が得られる。

EGRによる還流量は、ガソリン機関の場合、吸気量の最大15 %程度であり、車両環境や走行条件に応じて常に最適量に制御される。車両重量に比してエンジン出力の小さい大型ディーゼル車両では、比較的高負荷において排出ガス基準をクリアしなければならないためにEGRの適用範囲が広い。

## 歴史
EGRは、三元触媒が実用化される以前の1970年代に、ガソリン機関において酸化触媒では浄化できないNOxの低減対策として導入された。しかし、還流量や燃料噴射量を精密に制御できない場合には、燃焼を安定させるために吸気混合比を高く（リッチに）設定せざるを得ず、燃費が悪化する結果を生んだ。その後、制御技術が向上し、また三元触媒が実用化された現在では、排出NOx対策よりも燃費抑制目的で用いられている。
原理上スロットルバルブが不要なディーゼル機関においては、スロットル損失の低減効果はないので、1980年代後半より主としてNOx低減目的でのEGRが行われている。また、排気中に存在する多量の二酸化炭素（CO2）および水蒸気は大気に比べ比熱容量が高いので、若干の燃料消費率抑制に役立っている。

## 技術

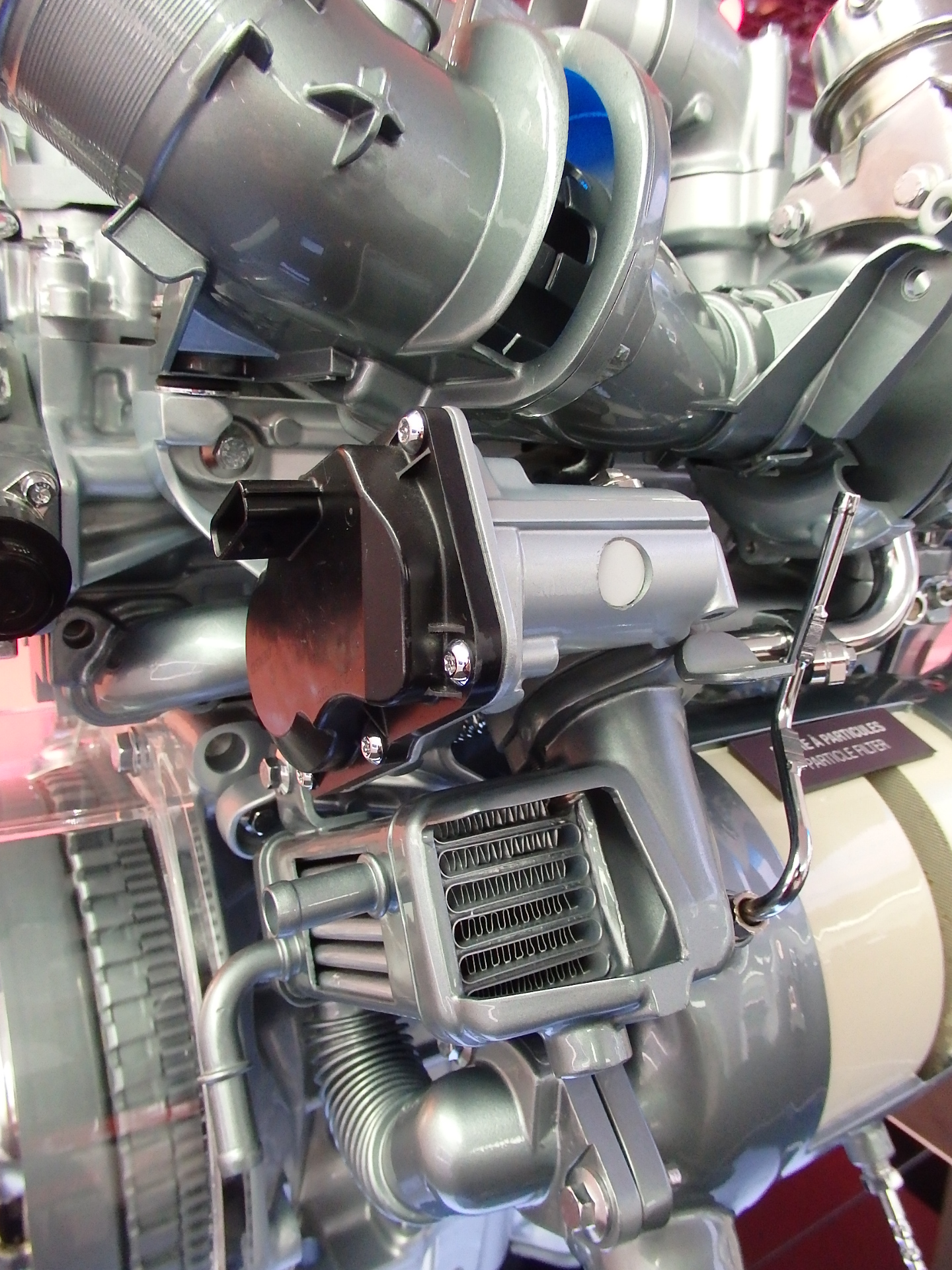
ルノー・R9M型エンジンの外部LPL-EGRシステム。下部から順に、EGRクーラ、EGRバルブ、吸気ダクト（コンプレッサ前）

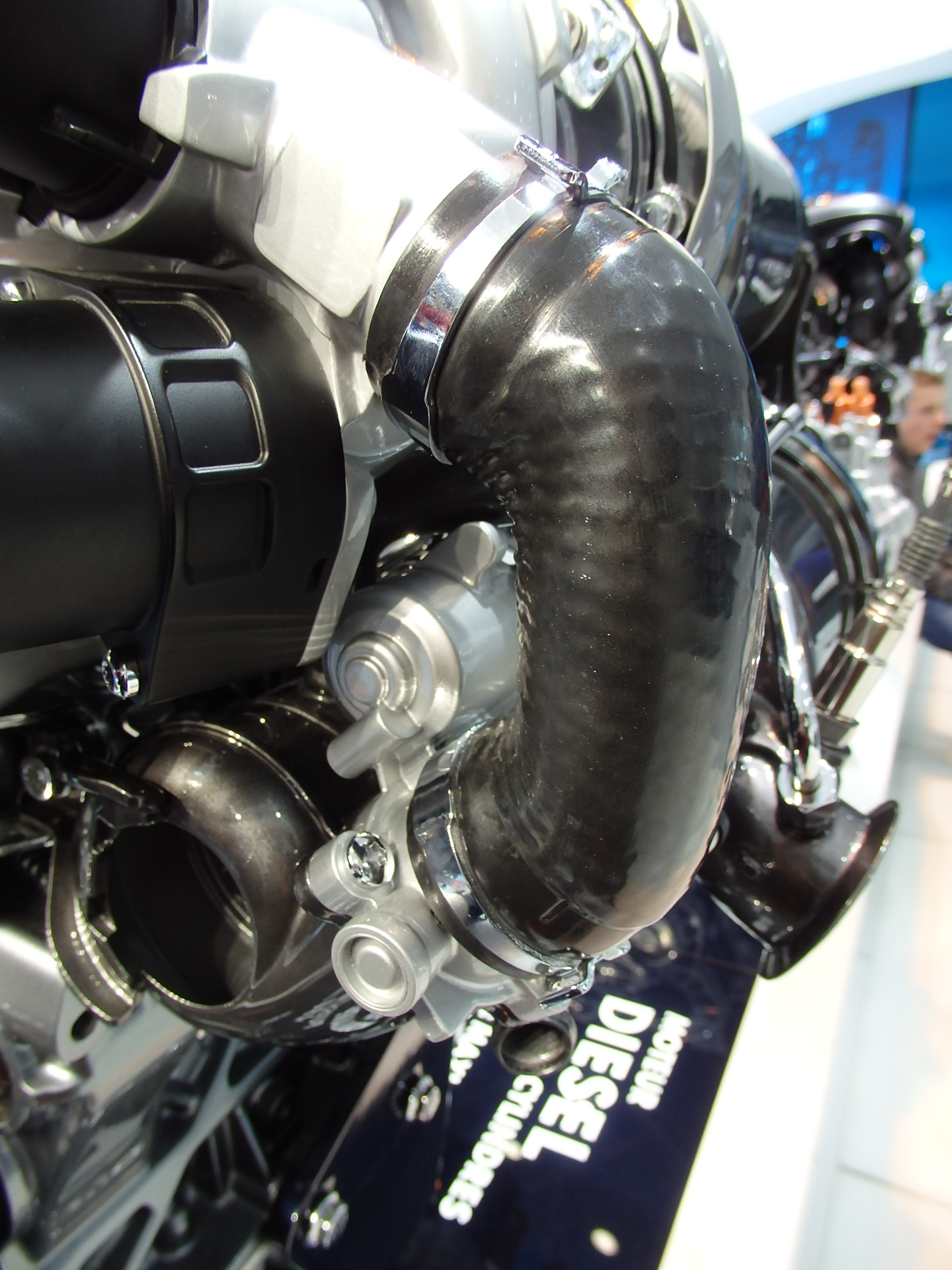
フォルクスワーゲン・2.0TDIエンジンの外部LPL-EGRシステム。下部がEGRバルブ・クーラ。上部が吸気ダクト（コンプレッサ前）

実用化されているEGR手法には、大きく分けて「内部EGR」と「外部EGR」の2つに分類される。前者は、バルブオーバーラップや吸排気バルブの開閉時期を調整することなど何らかの手法で排気ガスを再循環させる手法である。後者は、吸気マニホールドおよび排気マニホールドをパイプ等で接続し、中間に設けた制御バルブの開度や開弁時間を変化させて開閉および流量調整を行う。
理論上、EGR量を変えていけばガソリン機関のスロットル廃止が可能であるが、EGR導入時は燃焼が緩慢となり、アイドリング等の超低負荷時や冷間始動時は失火を起こす等の理由により実用化されていない。EGRと希薄燃焼技術は大いに関連性を持ち、さらにはガソリン直噴技術は希薄な混合気下でいかに安定した燃焼を得るかを課題としたものである。

### 内部EGR
内部EGRは、バルブオーバーラップの利用や排気バルブの閉時期を調整することで排気ガスを再循環させる手法である。
もっとも多く用いられるのはバルブオーバーラップの利用で、吸排気ポートの圧力差により排気ガスを再循環する方法である。しかし圧力差が不安定であるため、EGRの制御には限度がある。それ以外の手法としては、排気バルブの閉弁を吸気工程途中まで遅らせることで排気ポートからの再導入（排気遅閉じ・吸気遅開き）、排気工程で吸気バルブを早期に開弁することで吸気ポートに排ガスを逆流させての再吸気、吸気工程で排気バルブの一時開弁、排気バルブを排気工程途中で閉弁し排気ガスを残留させるなど多岐にわたる。この中で多く用いられているのは排気遅閉じ・吸気遅開きである（後述）。これらは外部装置ではなく動弁系で対応できるため、スペースを抑えられ、構造も単純化できる利点がある。運用上においても、高温の排気ガスに晒されたりカーボン等の堆積により動作不良を起こす可能性がある外部EGR装置と比べ、ロバスト性に長けるというメリットがある。
排ガス清浄性ではNOx低減があるが、外部EGRに比べると炭化水素（HC）低減への効果が大きいとされる。これは内部EGRで再導入される排気工程末期の排気ガスには、消炎領域で発生する未燃焼ガス（HC）が多く含まれるためで、それを再燃焼させることでHCが低減されるためである。
古くからバルブオーバーラップを広くとった場合に一定負荷領域での省燃費性（主にポンピングロス低減から）や排ガス清浄性が良好となることは知られており、EGRとしての利用は考えられていたが、固定バルブタイミングでは変動する負荷や回転数に対応できず限定的な利用に留まっていた。しかし可変バルブ機構の登場により、バルブタイミングを変化させることでオーバーラップ量や排気の閉弁時期を変化させることが可能となり、内部EGRを状況に合わせて利用できるようになった。これが可変バルブ機構を採用する理由の一つとなっている。特に吸気側に加え排気側にも可変バルブタイミングを採用した場合は、より積極的な排気の導入が可能となる。例えば排気カムを遅角することで吸気工程の途中まで排気バルブを開いておくことが可能であり、更に吸気カムも遅角し遅開きとすることでオーバーラップを最小限にしつつEGRを行うことが可能である。この手法はカム位相が吸排気同時に変化してしまうOHVやSOHCで利用できる。内部EGRに対しては吸気側より排気側の制御が有効であるため、一部ではあるが排気側のみを可変バルブタイミングとするケースや、排気側を可変バルブタイミングとすることで外部EGR装置を省くケースがある。
一方で、外部EGRに比べ、ガス量の制御性や導入量では劣り、導入ガスの温度が高いというデメリットが存在する。この温度が高いというのは外部EGRとの比較した場合の比較であり、燃焼温度はEGR未導入時と比較すると低い。これにより6ストローク機関の競技用エンジンでは、エンジン温度の低下を防いでいる。

### 外部EGR
排気バルブからのガスの引き戻しではなく、排気経路と吸気経路を配管等で接続することでガスの再循環を行い、中間に設けた制御バルブの開度や開弁時間を変化させて開閉および流量調整を行う。また経路中に熱交換部位を設けることでガスの冷却が可能となる。一方で流入経路は常に排ガスに晒されるため、カーボン等が堆積しやすく、制御バルブなどの可動部の固着で動作不良が生じる場合がある。
高温のままでのEGR導入では吸気密度充填効率の低下を無視できないため、今日の外部EGRを採用するほとんどの機関は熱交換器によるEGR冷却機構を持つ（EGRクーラーを用いるクールドEGRやクールEGR）。多くはエンジン冷却水を冷却材として用い、熱交換器で吸収した熱はラジエーターにより排熱するが、これによりラジエーターに必要な放熱量は最大で30 %程度増加する。これは冷却ファンの大型化その他による重量増を招く。
ガソリン機関では本格的なクールドEGRを採用することはあまり多くなかったが、日本車ではトヨタ・プリウス（ZVW30）の2ZR-FXE型、レクサス・RX（GYL1#）の2GR-FXE型、マツダ・デミオ（DE）のP3-VPS型など燃費を重視した車両から採用されはじめ、後には軽自動車を含め多くの機種に採用されるようになった。また、クールドEGRではない外部EGRにおいても本格的な熱交換器がなくとも、EGRの配管をエンジン内の冷却水と接するように取りまわることや、流入経路を工夫するなど、クールドEGRとはいえないまでも何らかの形でガス温度の低下を図っている場合が多い。クールドEGRはノッキング対策に有効であり、従来は点火時期を遅角（熱効率悪化）させてノッキングを回避していた領域においても点火時期を維持することで出力と省燃費性を向上させるのに欠かせない技術となっている。
ターボチャージャー等の過給機を備えた機関で高負荷時にEGR導入を行おうとすると、吸気管内圧力が排気管内圧力よりも高くなり、単純なバルブの開閉だけでは導入できない事態が発生する。このため、EGR制御バルブに逆止弁機能を設ける、ターボチャージャーの可変ノズルを制御して背圧を高める、吸気行程中に排気バルブをわずかに開放し、排気ポート内の他シリンダからの燃焼済ガスを再吸入する等の対策が採られている。
さらに近年では、低圧EGR（LPL-EGR、Low Pressure Loop-EGR）という対策が存在する。これは、従来のEGR（高圧EGR）は排気タービン手前から吸気コンプレッサ後に排気ガスを還す形であるが、低圧EGRでは排気タービン後から吸気コンプレッサ手前に還すものであり、過給圧の影響を受けずにEGRの導入を可能とするものである。EGRクーラーでの冷却によって生ずる凝縮水がコンプレッサを損傷させる等、主に信頼性の面での課題が存在したが、近年になって実用化された。ガソリン機関における低圧EGRの初採用例は、2014年7月にマイナーチェンジを行った日産・ジュークのMR16DDT型である。
EGR経路上に「改質器」を置き、排気ガスと燃料を触媒に反応させて水素を生成し、これを吸気側に戻して筒内燃焼を促進させる「燃料改質エンジン」の研究が進められている。2025年の実用化を目指す日産自動車は、改質器内部の触媒にロジウムを主成分としたものを採用。2019年に試作した直列4気筒ガソリンエンジンでは3.6パーセントの燃費抑制効果が確認された。